# Serrat del Coniller
El Serrat del Coniller és una serra situada al municipi de Coll de Nargó a la comarca de l'Alt Urgell, amb una elevació màxima de 830 metres.